# 怪肥腹蛛
怪肥腹蛛（学名：Steatoda terastiosa）为球蛛科肥腹蛛属的动物。在中国大陆，分布于广西等地。该物种的模式产地在广西金秀。